# Bermudai labdarúgó-szövetség
A bermudai labdarúgó-szövetség (angolul: Bermuda Football Association) Bermuda nemzeti labdarúgó-szövetsége.

## Történelme
1928-ban alapították. 1962-től a  Nemzetközi Labdarúgó-szövetségnek (FIFA) és az Észak- és Közép-amerikai, Karibi Labdarúgó-szövetségek Konföderációjának (CONCACAF) tagja. Fő feladata a nemzetközi kapcsolatokon kívül, a  Bermudai labdarúgó-válogatott férfi és női ágának, a korosztályos válogatottak illetve a nemzeti bajnokság szervezése, irányítása. A működést biztosító bizottságai közül a Játékvezető Bizottság (JB) felelős a játékvezetők utánpótlásáért, elméleti (teszt) és cooper (fizikai) képzéséért.